# Норман, Майкл
Майкл Норман (англ. Michael Arthur Norman Jr.; род. 3 декабря 1997, Сан-Диего, Калифорния) − американский легкоатлет, чемпион летних Олимпийских игр 2020 в Токио в эстафете 4х400 метров.

## Биография
Родился 3 декабря 1997 года Сан-Диего, Калифорния, США. Его отец — афроамериканец, мать — американка японского происхождения.
Учился в старшей школе в Vista Murrieta в Мурриете, штат Калифорния. Там Норман побил рекорд NFHS в беге на 400 метров со временем 45,19 секунды на соревнованиях штата Калифорния CIF 2015, которые проводились в средней школе Бьюкенен 6 июня 2015 года. Его время — самый быстрый бег на 400 метров среди спортсменов средней школы США, наряду с Олдрихом Бейли, который также пробежал 45,19 секунды в Лаббоке, штат Техас, 28 апреля 2012 года.
13 июня 2015 года Норман соревновался в беге на 100 метров Adidas Dream на «Гран-при Adidas» на стадионе Икан. Это был его первый соревновательный забег на 100 метров, и Норман шокировал некоторых из самых талантливых бегунов на 100 метров средней школы США, выиграв забег за 10,36 секунды.
27 июня 2015 года Норман установил рекорд штата Калифорния в беге на 200 метров на чемпионате США по легкой атлетике среди юниоров в 2015 году в Хейворд Филд, пробежав 20,24 секунды, и это было пятым результатом за всю историю соревнований среди школьных соревнований. В этой гонке Норман занял 8-е место в списке юниоров США (до 20 лет) и 10-е место в списке юниоров мира. Место Нормана в этой гонке позволило ему принять участие в Чемпионате Панамерики среди юниоров по легкой атлетике 2015 года, но он решил отказаться от своего места в команде Соединенных Штатов, чтобы не продлевать свой соревновательный сезон ещё на месяц.
Результаты Нормана в сезоне 2015 года в беге на 200 и 400 метров дали ему право участвовать в Олимпийских играх в США в 2016 году.
30 июня 2015 года Норман был назван Игроком года «Gatorade» за его достижения в легкой атлетике. Он всего лишь 28-й юниор, получивший награду «Игрок года Gatorade» за 30-летнюю историю программы во всех видах спорта, и первый спринтер-мужчина, получивший эту награду как «юниор».
10 марта 2018 года Норман участвовал в чемпионате «NCAA Division» I по легкой атлетике в помещении и установил американский и студенческий рекорд в беге на 400 метров с лучшим в мире временем 44,52 секунды. Позже в тот же день он вместе с остальной частью команды эстафеты 4×400 метров USC побил американский и студенческий рекорд, показав лучшее время в мире 3:00.77. Результат этой эстафеты на 4×400 метров был быстрее, чем официальные мировые рекорды, но они не были ратифицированы по различным техническим причинам, в том числе по причине того, что его товарищ по команде Рай Бенджамин не был допущен ИААФ выступать за США.
Чтобы завершить свою студенческую карьеру, Норман был назван победителем «The Bowerman» в сезоне легкой атлетики 2018 года. Он был первым членом команды USC, получившим эту награду. Его товарищ по команде Рай Бенджамин также был одним из трех финалистов.

## Профессиональная карьера
Майкл Норман дебютировал в профессиональных соревнованиях 30 июня 2018 года на Бриллиантовой лиге ИААФ 2018 в Париже, выиграв забег на 200 метров с личным лучшим временем 19,84с, опередив своего товарища по команде USC Рая Бенджамина, который финишировал вторым в 19,99. с.
20 июля 2020 года, участвуя в спринте на 100 м на «AP Ranch High Performance Invite # 2 Track Meet», он пробежал 9,86 секунды в своем первом спринте на 100 метров быстрее 10 секунд.

## Олимпийские игры 2020 в Токио
На Олимпиаде 2020 в Токио Майкл Норман победил в эстафете 4х400 метров. В команде вместе с ним бежали Майкл Черри, Брайс Дедмон и Рай Бенджамин.